# Intelligence and National Security
Intelligence and National Security (ISO 4: Intell. Natl. Secur.) ist eine wissenschaftliche Fachzeitschrift zum Thema Nachrichtendienste und nationale Sicherheit mit Peer Review in englischer Sprache. Verlag ist Routledge in der Gruppe Taylor & Francis. Gründungsherausgeber war Christopher Andrew. Bei der Ersterscheinung 1986 war es nach eigenen Angaben die erste wissenschaftliche Zeitschrift, die sich mit der Rolle der Nachrichtendienste in Bezug auf nationale Sicherheit und internationale Beziehungen beschäftigte.